# Parti social-démocrate (Nigeria)
Pour les articles homonymes, voir Parti social-démocrate.
Le Parti social-démocrate (en anglais : Social-democratic Party ; SDP) est un parti politique nigérian.

## Histoire
Le Parti social-démocrate est fondé en décembre 1989 comme l'un des deux partis légaux avec celui de la Convention nationale républicaine (en) sous la dictature militaire de Ibrahim Babangida.
Le parti remporte avec son candidat Moshood Abiola l'élection présidentielle de 1993 — la première élection depuis 1983 — qui doit marquer la transition du régime militaire à un régime civil. Cependant l'élection est annulée par le président Babangida et le SDP est alors interdit.

### Refondation
Après l'interdiction du SDP et la fin du processus démocratique du général Ibrahim Babangida, le parti reste inactif pendant des années. Après 2012, le parti est refondé.

## Résultats électoraux

### Élections présidentielles
| Élection | Candidat        | 1er tour  | 1er tour | Résultat |
| Élection | Candidat        | Voix      | %        | Résultat |
| -------- | --------------- | --------- | -------- | -------- |
| 1993     | Moshood Abiola  | 8 341 309 | 58,36    | Élu      |
| 2019     | Donald Duke     | 34 746    | 0,13     | Élu      |
| 2023     | Adewole Adebayo |           |          | Élu      |